# ゲレーロ州
- ゲレロ州

ゲレーロ州
Estado Libre y Soberano de Guerrero

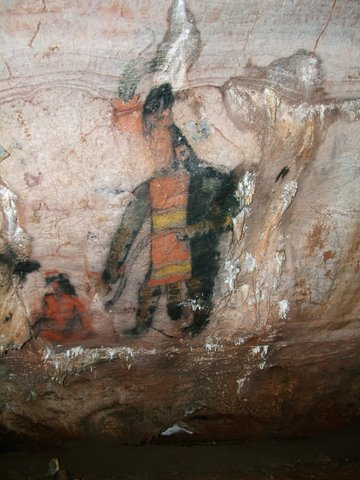
フストラワカ洞窟のオルメカ様式の壁画

ゲレーロ州(ゲレーロしゅう、Estado de Guerrero)は、メキシコの太平洋岸にある州。州都はチルパンシンゴ。
2010年国勢調査で州の人口は3,386,706人で、約79万人がアカプルコ・デ・フアレス自治体に住んでいる。

## 名称
州の名称は、メキシコ独立戦争の英雄、ビセンテ＝ラモン＝ゲレロ＝サルダーニャ（Vicente Ramón Guerrero Saldaña）にちなんでいる。彼はティシュトラ（Tixtla）生まれのメスティーソの子孫であって、出身地のティシュトラは、彼に敬意を表してティシュトラ（Tixtla de Guerrero）と改名されたほどである。

## 地理
後古典期にタラスカ王国の繁栄したミチョアカン州の南東、先古典期からモンテ・アルバンを中心とするサポテカ文明の繁栄したオアハカ州の西隣に位置する。
地勢は、海岸におおむね平行に南シエラマドレ山脈（Sierra Madre del Sur）が州を縦断していて、山地が面積の大部分を占める。

## 歴史
古期段階（8,000 B.C.頃 ～2000B.C.頃）では、中米最古の前3200年頃の土器が出土したプエルト＝マルケスの集落があった。先古典期には、オルメカの「支配領域」で、山地の急峻な崖面のオシュトティトラン洞穴(Oxtotitlan Cave)とその南方数十キロのフストラワカ洞窟(Juxtlahuaca Cave)には、オルメカ様式の壁画が描かれ、テオパンテクアニトラン(Teopantecuanitlan)などの大遺跡が残されている。
1995年6月28日、アグアス・ブランカス（Aguas Blancas）で、山地農民組織の農民が待ち伏せていた州警察に襲撃され、17人が殺害される事件が発生。1996年3月、州知事ルベン・フィゲロアは引責辞任した（アグアス・ブランカス虐殺事件）。

### 2014年イグアラ誘拐事件
2014年9月26日、デモをしていた学生四十三人が警察に連れ去られて行方不明になる事件があり、検察当局は地元政府と警察、犯罪組織が癒着して学生らを殺害したとみて、元市長らを逮捕。12月、ごみ捨て場で見つかった遺体が学生一人のものと特定された。

## 隣接州
- ミチョアカン州
- メヒコ州
- モレロス州
- プエブラ州
- オアハカ州

## 主要都市
- チルパンシンゴ 人口18万7521人（2010年）[4]
- アカプルコ 人口67万3479人（2010年）[4]
- タスコ・デ・アラルコン 人口5万2217人（2010年）[4]
- イグアラ（スペイン語版、英語版） 人口11万8468人（2010年）[4]
- イスタパ（スペイン語版、英語版）（Ixtapa）人口8,992人（2010年）
- シワタネホ（スペイン語版、英語版）（Zihuatanejo）人口6万7408人（2010年）[4]
- コクラ（スペイン語版、英語版）人口4310人（2010年）[4]
- ティシュトラ（スペイン語版、英語版）人口2万2826人（2010年）[4]
  - アヨツィナパ（スペイン語版）（Ayotzinapa）人口1693人（2010年）[4]

## 産業
海岸にはリゾート地として世界的に知られるアカプルコがある。タスコ・デ・アラルコンの銀細工やコーヒーの産地としても知られる。

## 住民
山地ではアムスゴ族などの少数民族が住んでいる。

## 治安
2010年代には、殺人事件の発生数が増加した。2014年には1514件、2017年には2316件となっている。
2020年代においても州内では凶悪事件が多発。2024年6月2日に実施された大統領選挙と総選挙では、選挙期間中に少なくとも34人の候補者が犯罪組織によって暗殺された。同年10月6日には、州都チルパンシンゴ市の新市長が、就任後一週間も経たずに殺害されている。

## 出身人物
- フアン・ルイス・デ・アラルコン - 劇作家
- フリオ・サラテ - プロボクサー
- ジョバンニ・セグラ - プロボクサー
- ファン・ディアス - プロボクサー
- ガブリエル・ベルナル - プロボクサー
- マルセラ - 女子プロレスラー
- リスマルク - 覆面レスラー
- エル・イホ・デル・リスマルク - 覆面レスラー